# Занкт-Альбан
Занкт-Альбан (нім. Sankt Alban) — громада в Німеччині, розташована в землі Рейнланд-Пфальц. Входить до складу району Доннерсберг. Складова частина об'єднання громад Роккенгаузен.
Площа — 5,46 км2. Населення становить 270 ос. (станом на 31 грудня 2020).